# 헤르츨리야

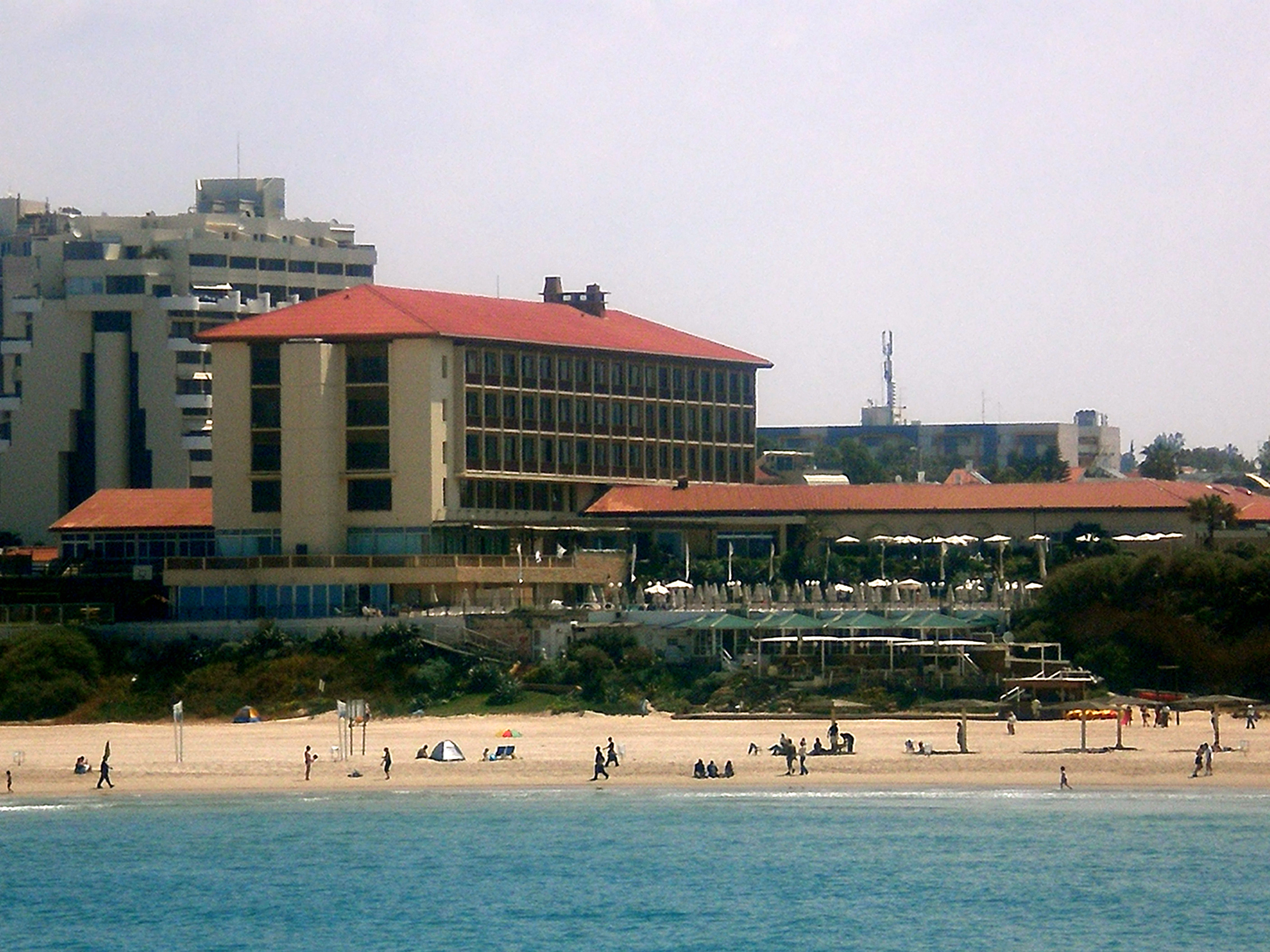
헤르츨리야의 해변 풍경

시 문장

헤르츨리야(Herzliya, 히브리어: הֶרְצְלִיָּה)는 이스라엘 중부 연안에 위치한 도시로, 텔아비브 구 서부에 위치하며 면적은 21.6km2, 인구는 87,000명(2007년 기준)이다. 1924년 신설되었으며 도시 이름은 현대 시오니즘 사상의 창시자인 테오도르 헤르츨에서 유래된 이름이다.

## 사진

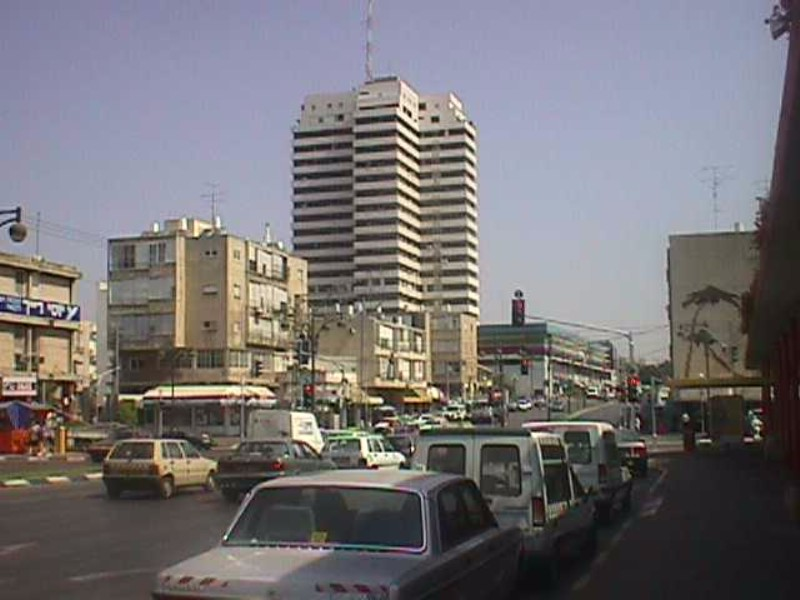
벤 구리온 거리
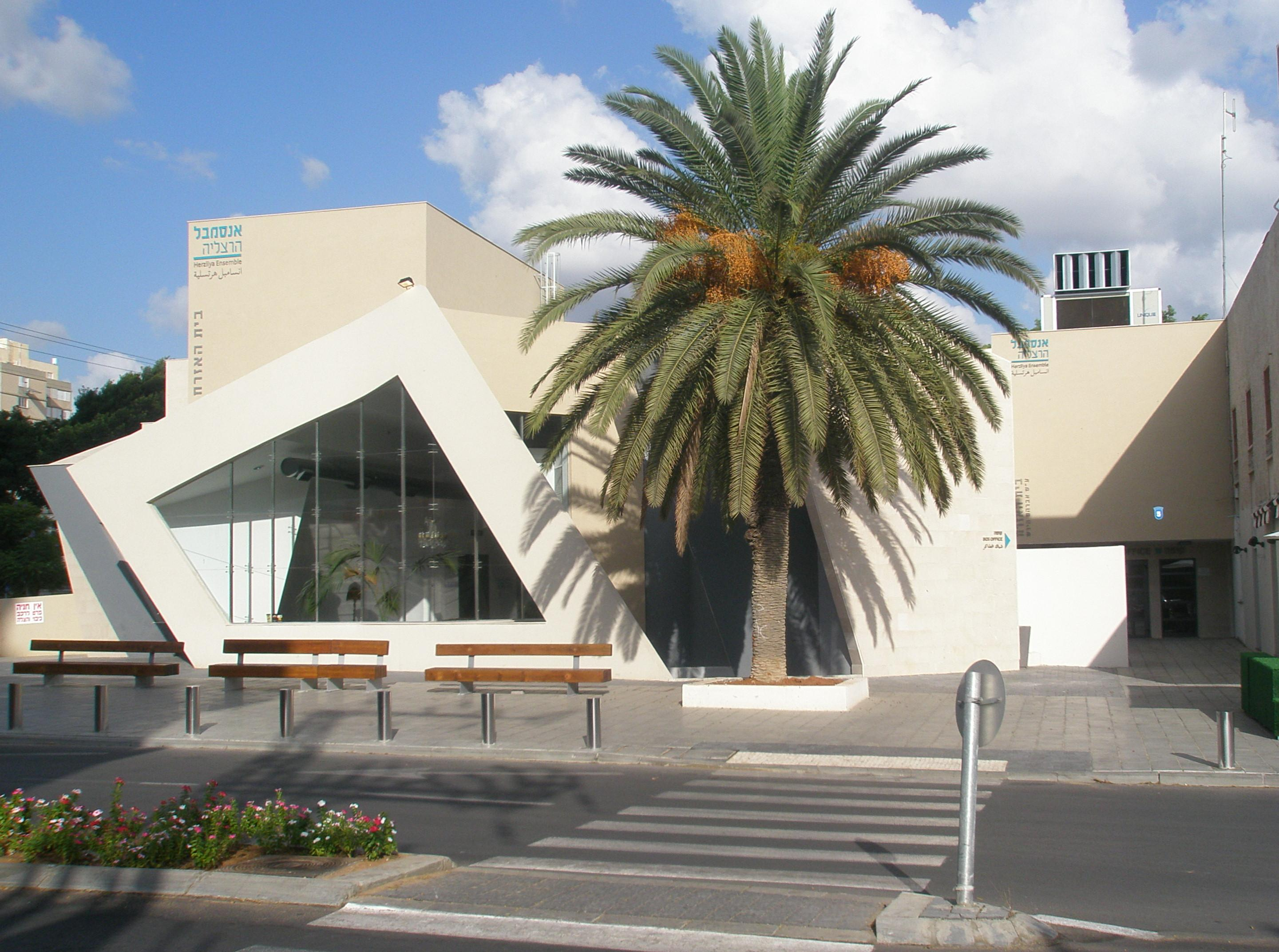
헤르츨리야 앙상블 콘서트 홀
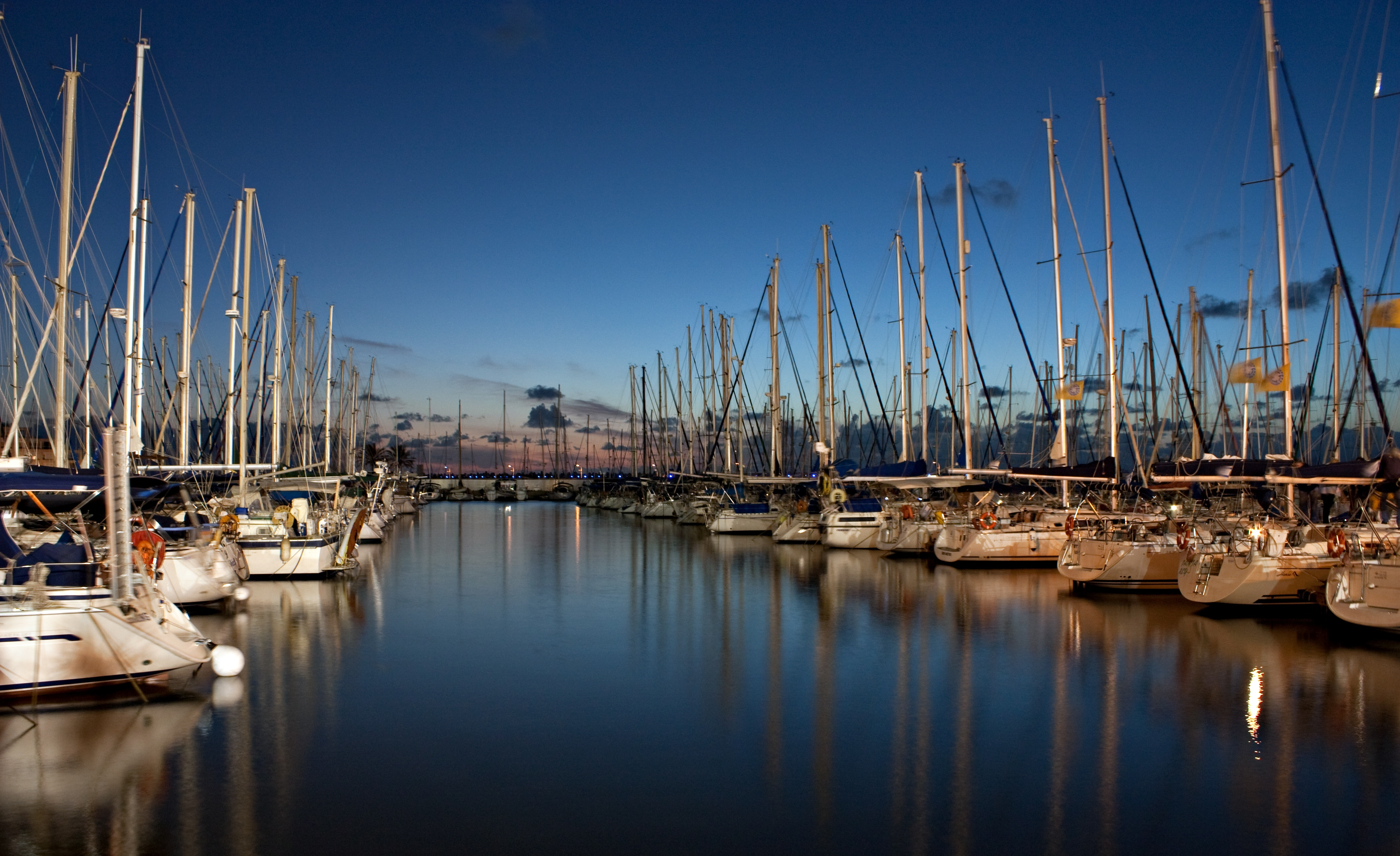
헤르츨리야 마리나
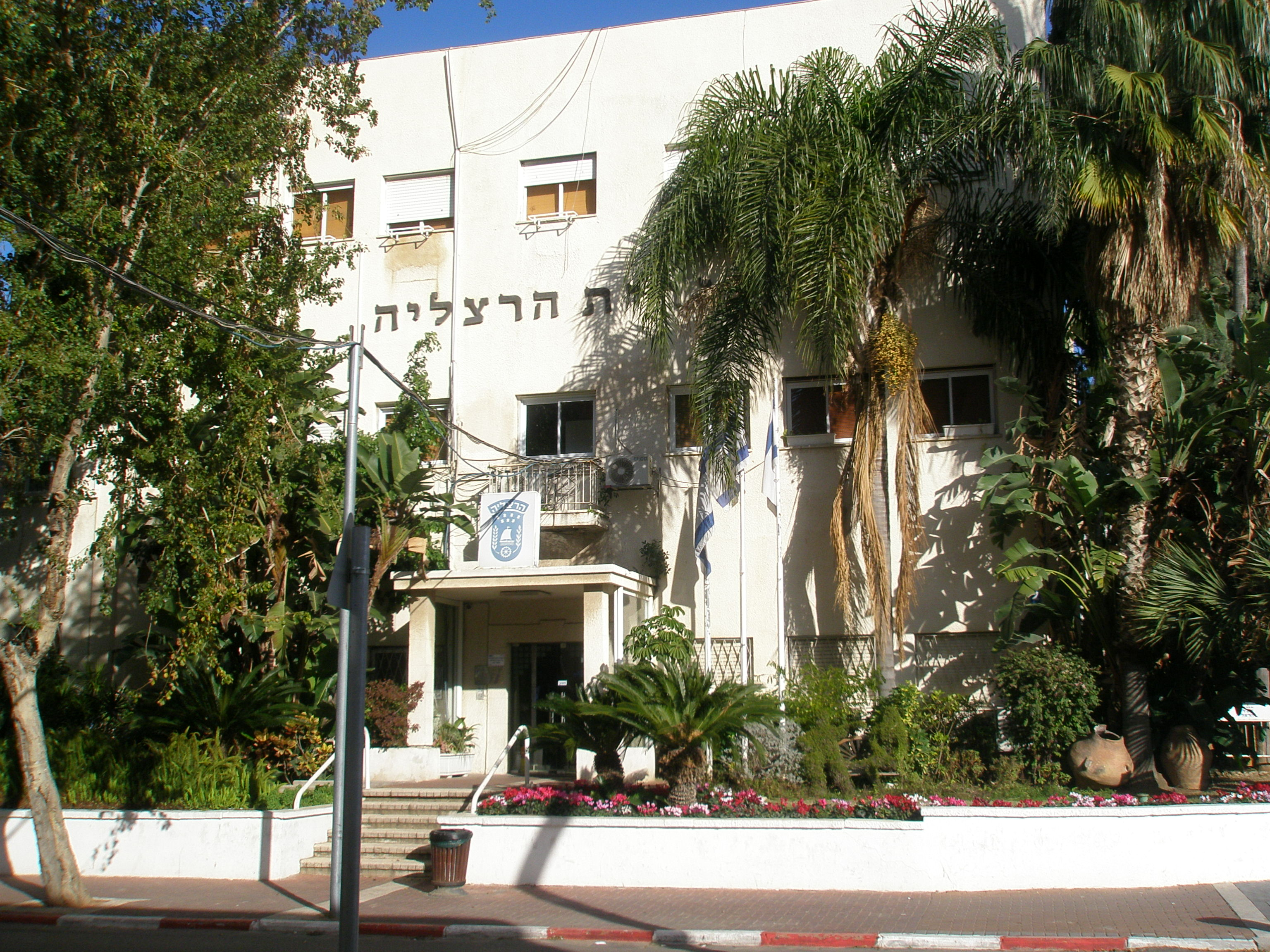
헤르츨리야 시청
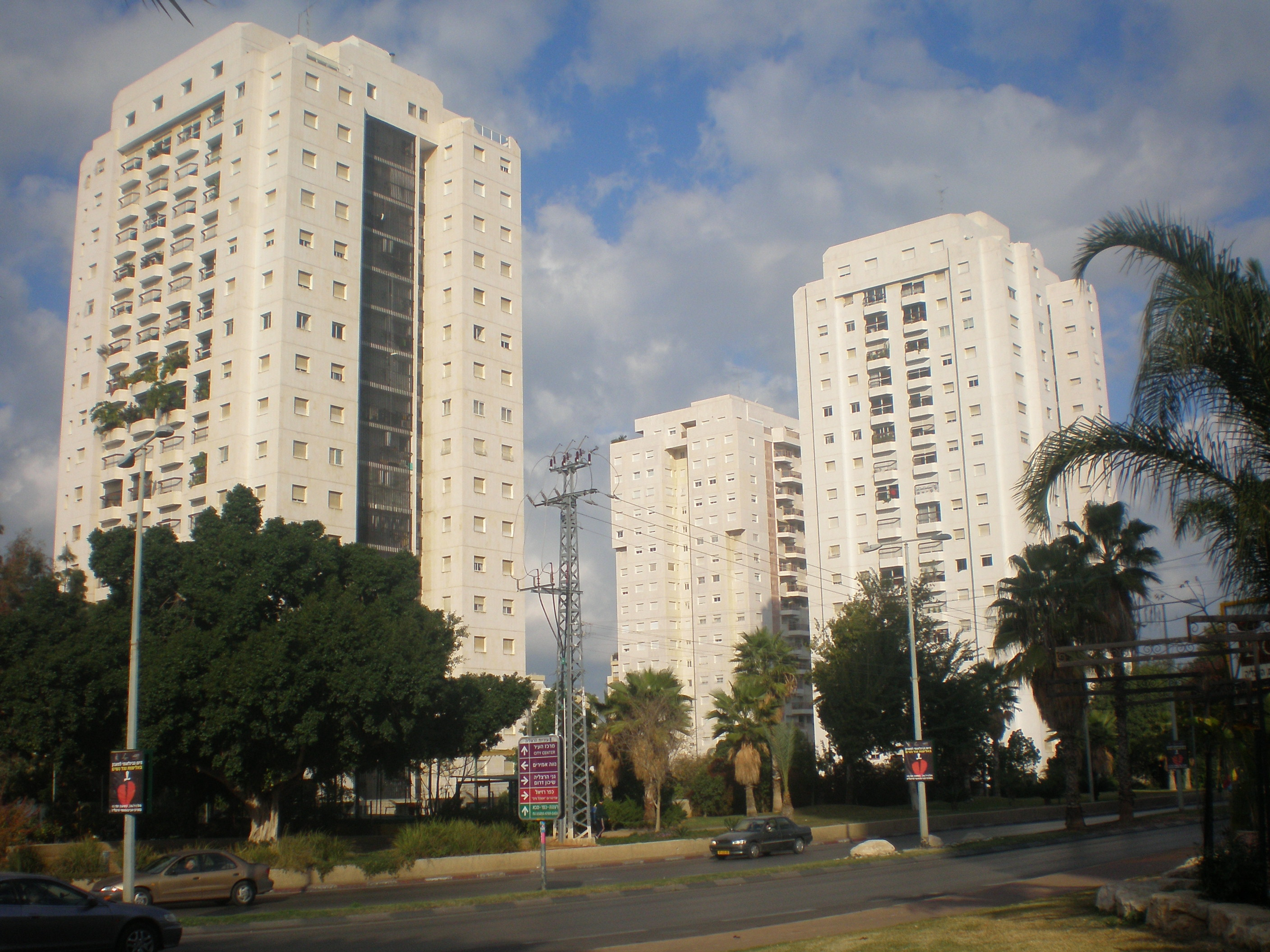
네베아미림 지구에 들어선 고층 건물
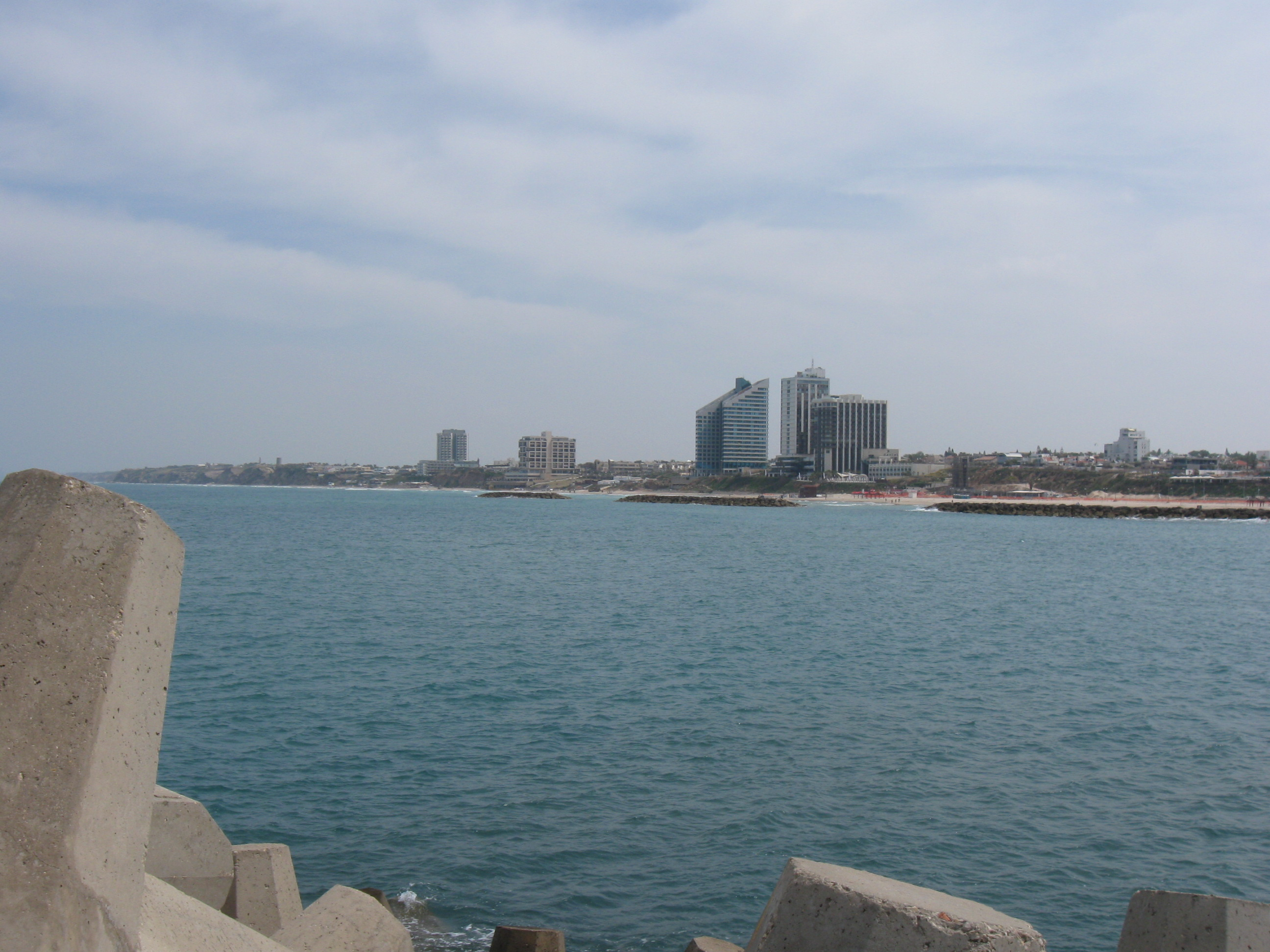
헤르츨리야피투아 지구

## 자매 도시
- 스페인 알리칸테
- 슬로바키아 반스카비스트리차
- 미국 캘리포니아주 베벌리힐스
- 튀르키예 부르사
- 미국 오하이오주 콜럼버스
- 우크라이나 드니프로
- 미국 캘리포니아주 샌버너디노
- 포르투갈 푼샬
- 오스트레일리아 퀸즐랜드주 골드코스트
- 미국 플로리다주 할리우드
- 독일 마를
- 아르헨티나 산이시드로
- 프랑스 툴롱
- 중화인민공화국 양저우 시